# Cochenille noire de l'olivier
Saissetia oleae
Espèce
Synonymes
- Lecanium oleae

La cochenille noire de l’olivier (Saissetia oleae) est une espèce d'insectes hémiptères de la famille des Coccidae.
La femelle adulte s’identifie par une coque noirâtre collée sur les jeunes rameaux. La femelle meurt en septembre-octobre laissant dans la carapace son corps plein d'œufs. Les larves, de couleur orangée à brun clair, mesurent 1,5 mm à leur dernier stade. On les observe sur la face inférieure des feuilles. Elles peuvent se diffuser par le vent.

## Biologie
On ne connait pas de mâles chez cette cochenille : c'est une espèce parthénogénétique. Son cycle démarre en juillet (stade L1), se poursuit en octobre (stade L2). La larve hiverne jusqu'à ce que les conditions climatiques deviennent favorables. Elle passe alors au stade 3 (L3) en mars. En mai, les larves muent en jeunes femelles qui se fixent.
À la fin de l'automne, le développement se ralentit et c'est la population larvaire l2-L3 qui passera l'hiver.
La cochenille ponctionne la sève des végétaux hôtes (olivier, myrte, agrumes, figuier, abricotier,…). Elle secrète un miellat sucré qui favorise le développement d'un champignon, la fumagine. Ce champignon, qui entoure les parties vertes (jeunes rameaux et feuilles), étouffe l'activité photosynthétique.
Les fourmis entretiennent des relations de mutualisme, attirées par les miellats. La fourmi, par ses mouvements, limite considérablement l'action des entomophages susceptibles d'attaquer la cochenille.

## Lutte
La cochenille noire est un des principaux ravageurs de l'olivier. Elle ne provoque pas de dégâts directs mais elle peut amener un affaiblissement très important des arbres touchés. L'animal sécrète un miellat, substance poisseuse qui provoque l'apparition de fumagine sur les rameaux, les feuilles et parfois le tronc.

### Lutte chimique
On combat la cochenille avec des produits qui bloquent le passage du stade larvaire 2 à 3. La fumagine est combattue avec de la bouillie bordelaise.

### Lutte biologique
Elle se fait par l'entretien d'un environnement végétal adéquat autour des cultures. Les oliveraies seront entourées de haies végétales.
On procède également à des lâchers de parasitoïdes tels que Metaphycus lounsburyi.

### Bonnes pratiques
On peut aussi agir préventivement : limiter le développement de la cochenille en réduisant la fertilisation et l'irrigation des arbres, donc leur vigueur, ce qui rendra les arbres moins attractifs pour ces insectes.
Sur olivier, une taille sévère qui supprime les branches horizontales empêche la propagation des larves qui sont sans ailes (aptères).
L'aménagement de l'environnement des parcelles, avec une biodiversité végétale, permettra aussi un meilleur maintien des parasitoïdes de la cochenille dans les vergers.